# Slaget på Edgecote Moor
Slaget på Edgecote Moor skedde 6 miles nordost om Banbury i Oxfordshire i England den 26 juli 1469 under Rosornas krig. Platsen för slaget var i själva verket Danes Moor i Northamptonshire, vid ett vadställe över en biflod till floden Cherwell. Slaget stod mellan Rikard Neville, earl av Warwicks styrkor och Kung Edvard IV:s.
Förbluffande nog kom earlen av Warwick, den man som stävat så hårt och givit så mycket för att sätta Edvard IV på tronen, att hamna i öppet uppror mot honom 1469. Givetvis hade saker och ting ändrats åtta år efter den stora segern vid slaget vid Towton. Trots Warwicks växande missnöje med Edvard och hans nya regering trodde ingen att de skulle hamna i strid mot varandra. Ur Warwicks synvinkel var dock motiven tillräckligt många för att berättiga till krigföring. Under åren efter Towton hade det i stor utsträckning överlåtits åt Warwick att styra landet. 
1464 var Warwick mitt i förhandlingar med det pro-lancastriska Frankrike, och han visste att ett kungligt giftermål med en fransk prinsessa skulle lösa deras problem. Warwick berättade för Ludvig XI att Edvard gärna skulle gifta sig med den franska prinsessan, men strax därefter underrättades han om den förödmjukande sanningen: Edvard hade varit hemligt gift med Elizabeth Woodville, en kvinna av folket, i sex månader. Senare giftes Elisabeths syskon bort med betydelsefulla adelsdamer och adelsmän i hela landet. De flesta av dessa äktenskap upprörde Warwick på något sätt och åtminstone ett var en direkt förolämpning mot hans familj.
Warwick blev också förargad över att Edvard ständigt vägrade låta George, hertigen av Clarence gifta sig med Warwicks äldsta dotter. Edvard hävdade att Clarence skulle passa för ett diplomatiskt giftermål och inget annat. Warwick hade inte längre kontroll eller ens inflytande i politiska frågor över sin kusin kungen. I Warwicks sinne vändes tankarna till uppror, ett uppror där han redan hade en allierad: Hertigen av Clarence, arvtagare till Englands tron.
Små uppror i norr fick kungen att långsamt marschera åt det hållet. När kungen hade vänt ryggen till spred Warwicks agenter rykten om att kungen var en oäkting och att Clarence var Yorks sanna arvinge.
I norra England hade en av Warwicks härförare, som kallade sig Robin of Redesdale (i själva verket en betrodd Neville-härförare, sir William Conyers) satt igång ett nytt uppror. När Edvard fick höra talas om detta trodde han upproret skulle kunna slås ner med lätthet och uppbådade bara ett litet antal av sina män. Han fick snart reda på att rebellerna faktiskt var fler än hans egen lilla styrka och började en reträtt mot Nottingham för att samla fler rekryter. Olyckligtvis saknade kungen sin forna popularitet och förstärkningarna var fåtaliga. Edvard beslöt att vänta i Nottingham på earlarna av Pembroke och Devon som kom med en här från söder.
Den 12 juli uttalade Warwick och Clarence sitt stöd för upprorsmännen. Den 18 lämnade Warwick London med en stor här för att förstärka rebellarmén.
Rebellerna skyndade sig söderut för att möta Warwick och kringgick då kungen men var nära att krocka med Pembroke och Devon vid Edgecote Moor. De två härarna fick syn på varandra den 25 juli och gick i strid tidigt på morgonen den 26. Inledningen var ganska ensidig eftersom earlen av Devon och hans walesiska bågskyttar var en bit bort efter att ha övernattat i en grannby. Rebellerna gick till attack över floden och tvingade Pembroke att göra reträtt. Pembroke blev attackerad igen på sin nya position, men gjorde tappert motstånd medan han inväntade Devon. Klockan 1 mottog earlen nyheten som han hade väntat på: Devon avancerade hastigt med alla sina män. Emellertid anlände vid samma tidpunkt Warwicks armés förtrupp på slagfältet. Rebellernas stridsmoral förstärktes omedelbart. Då de såg Warwicks livré bland fienderna trodde Pembrokes män att hela hans styrka av elitsoldater var över dem. Den kungliga armén bröts upp och flydde fältet, möjligen innan Devon ens kunde ge dem förstärkning.